# استپان گینوسیان
استپان یغیایی گینوسیان (ارمنی: Ստեփան Եղիայի Գինոսյան (Կինոսյան)؛  زاده ۹ نوامبر ۱۹۰۰ - درگذشته ۲۹ سپتامبر ۱۹۶۵ فرد نظامی اهل ارمنستان بود.

## زندگی‌نامه
وی در ۹ نوامبر ۱۹۰۰ در ساتخا به دنیا آمد . وی همچنین برنده جوایزی همچون نشان لنین، نشان پرچم سرخ، نشان سوورف، مدال دفاع از مسکو، مدال به خاطر پیروزی مقابل آلمان در جنگ بزرگ میهنی (۱۹۴۵–۱۹۴۱)، مدال بیستمین سال پیروزی در جنگ بزرگ میهنی (۱۹۴۵–۱۹۴۱)، مدال تسخیر کونیگسبرگ، مدال بزرگداشت ۸۰۰مین سالگرد مسکو، ویرتوتی میلیتاری و نشان صلیب گرونوالد شد. وی در ۲۹ سپتامبر ۱۹۶۵ در سن سالگی در مسکو درگذشت و در آرامستان ارامنه مسکو به خاک سپرده شد.